# Cyklopentanon
Cyklopentanon, (CH
2)
4CO – organiczny związek chemiczny z grupy cyklicznych ketonów.

## Otrzymywanie
Powstaje w wyniku termicznej dehydratacji i dekarboksylacji kwasu adypinowego w obecności wodorotlenku baru:
Temperaturę należy otrzymywć nieco poniżej 300 °C, aby nie dopuścić do wzmożonej destylacji kwasu adypinowego. Zamiast Ba(OH)2 można stosować inne związki nieorganiczne jako katalizatory. Bardzo dobrą wydajność reakcji (94%) uzyskano prowadząc ją wobec BaCO
3.

## Zastosowanie
Za pomocą redukcji glinowodorkiem litu można z niego otrzymać trudniej osiągalny cyklopentanol.